# Agnes Harben
Agnes Helen Harben, de soltera Bostock (Horsham, 15 de septiembre de 1879-Jersey, 29 de octubre de 1961) fue una líder sufragista británica que también apoyó a la huelga de hambre de las sufragistas, y fue fundadora de United Suffragists.

## Biografía
Harben nació el 15 de septiembre de 1879, en 7 North Street, Horsham, Sussex, hija de Edward Ingram Bostock, juez de paz (1842-1946), que más tarde se convirtió en presidente del Consejo del Distrito Urbano de Horsham y de Sarah Southey Bostock, con nombre de soltera Baker (1845-1920), y fue la cuarta de diez hermanos:
- Eva May Bostock (n. 1875).
- Dr. John Southey Bostock (1875-1930) Orden del Imperio Británico sirvió en el Cuerpo Médico del Ejército.
- Archibald Thomas Bostock (1877-1915), que luchó en la segunda guerra bóer y en la Primera Guerra Mundial y murió después de la Batalla de Loos.
- Robert Vernon Bostock (1878-1949) que resultó herido sirviendo en Palestina y emigró a Australia después de la Primera Guerra Mundial.
- Agnes Helen Bostock (1879-1920).
- Alpen Bostock (n. 1880).
- Constanza Marjorie Bostock (1881-1967).
- Francis Edward Henry Bostock (1883-1955), que resultó herido y recibió la Cruz Militar, emigró a Sudáfrica y escribió un libro "The Chronicles of Capota 1927-1943 (Las Crónicas de Capota 1927-1943)", subtitulado "The Travels in Africa of Major Francis E H Bostock, MC (Los viajes en África del Mayor Francis EH Bostock, MC)".[2]
- Dorothy Bostock (1884-1964) que fue una enfermera de guerra.
- Edward Lyon Bostock (1886-1917) que murió en la Batalla del Somme.
- Neville Stanley Bostock (1878-1949) que estuvo en la Policía Montada del Canadá, luego sirvió en la Artillería de Campaña Real, murió en la Segunda Guerra Mundial cerca de Arras.[3]

Agnes Bostock se casó con Henry Devenish Harben (de Warnham Lodge) el 2 de septiembre de 1899 en St. Mary's Church, y luego se mudó a Newland Park, Chalfont St. Peter (su esposo lo heredó en 1910). Los Harben tuvieron cuatro hijos: el comandante Henry Eric Southey Harben (1900 - 1971) y jugador de críquet del condado de Sussex;[cita requerida] Edward (nacido en 1901); Agnes Mary (nacida en 1903) y Noemí (1907-1996).
Harben murió el 29 de octubre de 1961 en la parroquia St. Savior de Jersey.

## Activismo político
Harben era miembro de la Sociedad Fabiana, una sociedad de debate socialista e internacionalista, que influyó en la formación del movimiento Partido Laborista.
Harben y su esposo apoyaron el derecho de voto de las mujeres y se movieron en círculos políticos e intelectuales de alto nivel, por ejemplo cenando el 6 de febrero de 1912 con el barón Cecil Harmsworth, que era un parlamentario liberal, y relacionándose con otros activistas políticos y escritores, tales como Emmeline Pankhurst, George Bernard Shaw, Sidney y Beatrice Webb y HG Wells. El esposo de Harben era cercano a los Pankhurst y proporcionó fondos a la Unión Social y Política de las Mujeres y la Unión Nacional de Sociedades de Sufragio de Mujeres (WSPU por sus siglas en inglés). Aunque la propia Harben no fue encarcelada por su activismo, brindaba apoyo logístico y recaudaba dinero, por ejemplo, mediante una Feria Estadounidense. Los Harbens proporcionaron un hogar a Annie Kenney después de uno de sus encarcelamientos, apoyaron a Rachel Barrett y a muchas otras sufragistas, liberadas de la prisión, en su proceso de recuperación de la huelga de hambre y la alimentación forzada. El marido de Harben abandonó el Partido Liberal como consecuencia de su política al respecto y la falta de acción sobre este trato a las sufragistas.

En el otoño de 1914, el apoyo de los Harbens a las mujeres liberadas antes de ser arrestadas nuevamente, conforme a la 'Cat and Mouse Act (Ley del Gato y el Ratón)' puso al "conjunto del condado" en contacto con "criminales", como comentaba el filósofo CEM Joad:
Las sufragistas, que salieron de la cárcel en virtud de la Ley del Gato y el Ratón, solían ir a Newlands para recuperarse, antes de regresar a la cárcel para un nuevo episodio de tortura. Cuando el condado llamaba, como solía hacer, le daba vergüenza encontrar mujeres jóvenes de aspecto demacrado en batas y djibbahs reclinadas en sofás en el salón de Newlands hablando sin vergüenza de sus experiencias en la prisión. Este choque social entre autoridades y criminales en Newlands fue un ejemplo temprano de la mezcla de diferentes estratos sociales que la guerra pronto convertiría en un evento ordinario en la vida nacional. En ese momento se consideraba bastante sorprendente, y fue necesario todo el tacto de Harben y de su esposa, con buenas habilidades sociales, para engrasar las ruedas de las relaciones sexuales entorno a la mesa de té y llenar las pausas embarazosas que marcaban cualquier intento de conversación.

## United Suffragists y otras ligas internacionales
En 1913, Agnes y su esposo fueron delegados en la 7ª Liga Internacional de Mujeres por la Paz y la Libertad en Budapest, Hungría, con Harben representando a los fabianos, y en otoño de 1915, en una conferencia internacional de mujeres en Ámsterdam, Países Bajos, para tratar sobre la paz, en controversia con Millicent Fawcett y la posición de NUWSS.
El 13 de febrero de 1914, Harben se convirtió en una de las fundadoras de United Suffragists, que reunió a mujeres activistas y no activistas e incluía además a hombres, como su esposo, junto con Louisa Garrett Anderson, HJ Gillespie, Gerald Gould, Bessie Lansbury y George Lansbury, Mary Neal, Emmeline Pethick-Lawrence, Julia Scurr y John Scurr, Evelyn Sharp y Edith Ayrton. Louise Eates y Lena Ashwell también se convirtieron en miembros en 1914, y la organización creció rápidamente y se hizo cargo de la publicación del semanario Votes for Women que hasta ese momento coordinaba la WSPU. United Suffragists estableció grupos activos en Amersham, Stroud, Edimburgo y en campañas electorales en Poplar y Bethnal Green.
Los colores de United Suffragist eran el púrpura, el blanco y el naranja que se usaban en las pancartas para eventos y manifestaciones a favor del sufragio, pero su actividad se extendió a los clubes para mujeres trabajadoras en Southwark y creció en todo el país a medida que se adhirieron mujeres de la WPSU y la NUWSS, por ejemplo, en Birmingham y Portsmouth. Sobre el logro del derecho al voto de (algunas) mujeres, a través de la Ley de Representación del Pueblo de 1918, United Suffragists realizó importantes eventos de celebración con la Unión Nacional de Sociedades de Sufragio Femenino (NUWSS, por sus siglas en inglés) el 13 de marzo de 1918, y su propio evento el 16 de marzo de 1918, presentando a la directora de Votos para las Mujeres, Evelyn Sharp con un libro firmado por los miembros (Nota : no está confirmado, pero es muy probable que Harben lo hubiera firmado).

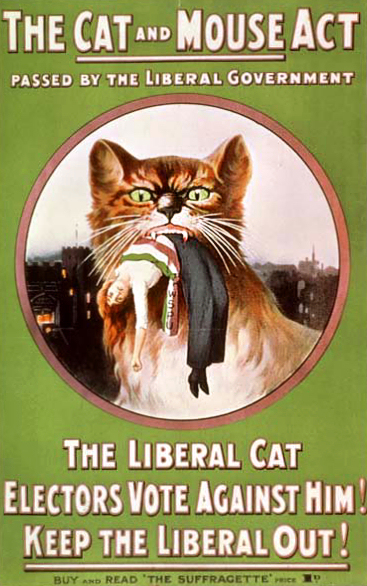
Póster de la Ley del Gato y el Ratón de 1914

En 1915, Harben, que asistió a la Alianza Internacional por el Sufragio Femenino, ayudó a establecer la Liga Internacional de Mujeres de Gran Bretaña con Sylvia Pankhurst, Mary Sheepshanks, Charlotte Despard, Helen Crawfurd, Mary Barbour, Agnes Dollan, Ethel Snowden, Ellen Wilkinson, Mary Corbett-Ashby, Selina Cooper, Helena Swanwick y Olive Schreiner.
Más adelante, Harben se unió a la Liga de Derechos para Esposas y Familiares de Soldados y Marineros junto a otros como George y Bessie Lansbury.

## Muerte
Agnes Harben murió el 29 de octubre de 1961 en la parroquia St. Savior de Jersey.